# Stazione dell'aeroporto di Casablanca-Muhammad V
La stazione dell'aeroporto di Casablanca-Muhammad V è una stazione ferroviaria di Nouaceur, in Marocco, a servizio dell'aeroporto di Casablanca-Muhammad V, situata al livello -1 del terminal 1.
Essa assicura il trasporto dall'aeroporto alle varie stazioni di Casablanca con la rete ferroviaria di treni regionali Al Bidaoui. Questa serve l'aeroporto con una frequenza di un treno ogni ora. Le partenze dall'aeroporto a Casablanca si fanno dalle 6:00 alle 22:00, mentre viceversa avvengono dalle 4:30 alle 21:57 a partire dalla stazione di Ain Sebaa.